# Cochylimorpha pirizanica
Cochylimorpha pirizanica je vrsta moljaca iz porodice Tortricidae. Rasprostranjen je u Kirgistanu i Iranu (pokrajina Fars).